# Eurysternus contractus
Eurysternus contractus är en skalbaggsart som beskrevs av François Génier 2009. Eurysternus contractus ingår i släktet Eurysternus och familjen bladhorningar. Inga underarter finns listade i Catalogue of Life.